# 34e législature de la Chambre des représentants de Belgique
La 34e législature de la Chambre des représentants de Belgique a commencé le 12 juillet 1949, et s'est achevée le 9 mars 1950. Elle fait suite aux élections législatives du 26 juin 1949. Elle englobe le gouvernement Gaston Eyskens I.
Cette législature comptait 212 membres.

## Bureau
- Frans Van Cauwelaert, président
- François Van Belle, 1er vice-président
- Louis Joris, 2e vice-président
- vice-présidents :
  - Henri Heyman
  - Fernand Brunfaut
  - Pierre Harmel
- Secrétaires:
  - Alfred Amelot
  - Marcel Philippart
  - Edgard Maes
  - Gaston Juste
  - Edgard Missiaen
  - Charles Janssens
- Questeurs:
  - Jules Hoen
  - Joseph Chalmet
  - Jean Merget
  - Hendrik Marek
  - Fernand Masquelier
  - Jan Van den Eynde

## Membres
- Edouard Anseele
- Gaston Baccus
- Raymond Becquevort
- Oscar Behogne
- Kamiel Berghmans
- Alfred Bertrand
- Gerard Bijnens
- Fernand Blum
- Isabelle Blume, née Grégoire
- Georges Bohy
- Alphonse Bonenfant
- Joseph Bracops
- Maurice Brasseur
- Max Buset
- Henry Carton de Wiart
- Ernest Challe
- Abel Charloteaux
- Eugène Charpentier
- Paul Clerckx
- Léo Collard
- Lucien Cooremans
- Albert Coppé
- Pierre Couneson
- Maurice Couplet
- Lode Craeybeckx
- Prosper De Bruyn
- Camille Decker
- Albert De Clerck
- Jules Deconinck
- René de Cooman
- Joseph Dedoyard
- Albert De Gryse
- Théo Dejace
- Amédée De Keuleneir
- Roger De Kinder
- Achille Delattre
- Léon Delhache
- Ernest Deltenre
- Leo Delwaide
- Fernand Demany
- Marcel Demets
- René Demoitelle
- Ernest Demuyter
- Alfons De Nolf
- Placide De Paepe
- Julius De Pauw
- Leo De Peuter
- André Dequae
- Marguerite De Riemaecker, née Legot
- Jos De Saegher
- Jules Descampe
- Léopold Deschepper
- August De Schryver
- Maurice Destenay
- Arthur De Sweemer
- Alfred De Taeye
- Frans Detiège
- Godfried Develter
- Albert Devèze
- Albert de Vleeschauwer
- Laurent De Wilde
- Pierre Dexters
- Louis D'haeseleer
- René Dieudonné
- Jean Discry
- Raymond Dispy
- René Drèze
- Charles du Bus de Warnaffe
- Joseph Dupont
- René Dupriez
- Émile Duret
- Paul Eeckman
- Willem Eekelers
- Gerard Eneman
- Gaston Eyskens
- Henri Fayat
- Jozef Feyaerts
- Gustave Fiévet
- Antoon Fimmers
- Alexandra-Émilie Fontaine, née Borguet
- Karel Fransman
- Arthur Gailly
- Justin Gaspar
- Frans Gelders
- Guido Gillès de Pélichy
- Arthur Gilson
- Georges Glineur
- Karel Goetghebeur
- Lambert Gottings
- Mathilde Schroyens
- Charles Héger
- Augustinus Hens
- Maurice Herman
- Fernand Hermans
- Samuel Herssens
- Raoul Hicguet
- Jules Hossey
- Georges Housiaux
- Gaston Hoyaux
- Paul Humblet
- Camille Huysmans
- Fernand Jacquemotte
- Mathieu Jacques
- Maurice Jaminet
- Louis Kiebooms
- Pierre Kofferschläger
- Willy Koninckx
- Paul Kronacker
- Guillaume Lagrange
- Julien Lahaut
- Hilaire Lahaye
- Edgard Lalmand
- Désiré Lamalle
- Henri Lambotte
- Victor Larock
- Edmond Leburton
- René Leclercq
- René Lefebvre
- Fernand Lefère
- Théo Lefèvre
- Philippe le Hodey
- Henri Liebaert
- Georges Loos
- Georges Lotunaye
- Louis Major
- Joseph Martel
- Nik Meertens
- Lucien Mellaerts
- Jules Merlot
- Jules Mertens
- Paul Meyers
- Léon Meysmans
- Eugène Moriau
- Ludovic Moyersoen
- Léon Mundeleer
- Louis Namèche
- Joseph Oblin
- Simon Paque
- Albert Parisis
- Lode Peeters
- Louis Piérard
- Jan Piers
- Antoinette Raskin, née Desonnay
- Jean Rey
- Frans Robyns
- Roger Rommiée
- Louis Roppe
- Victor Sabbe
- André Saint-Rémy
- Antoine Sainte
- Leo Scheere
- Raymond Scheyven
- Arthur Sercu
- Paul Servais
- Eugène Soudan
- Paul-Henri Spaak
- Antoon Spinoy
- Joannes Steps
- Paul Streel
- Camiel Struyvelt
- Paul Supré
- Jean Terfve
- Walter Thys
- François Tielemans
- Arsène Uselding
- Achille Van Acker
- Benoît Van Acker
- Magdalena Van Daele, née Huys
- Albert Vanden Berghe
- Omer Vandenberghe
- Paul Vanden Boeynants
- Frans Van den Branden
- Geeraard Van den Daele
- Jacques Van der Schueren
- François van der Straten-Waillet
- Gaston Vande Wiele
- Norbert Van Doorne
- Renaat Van Elslande
- Joris Van Eynde
- Adolphe Van Glabbeke
- Frans Van Goey
- Camille Vangraefschepe
- Emiel Van Hamme
- Joseph Vanhellemont
- Jozef Van Royen
- Jan Van Winghe
- Pieter Verbist
- Octaaf Verboven
- Jozef Vercauteren
- Herman Vergels
- Camiel Verhamme
- Albert Verlackt
- Pierre Wigny
- Hilaire Willot